# Steffen Kotré

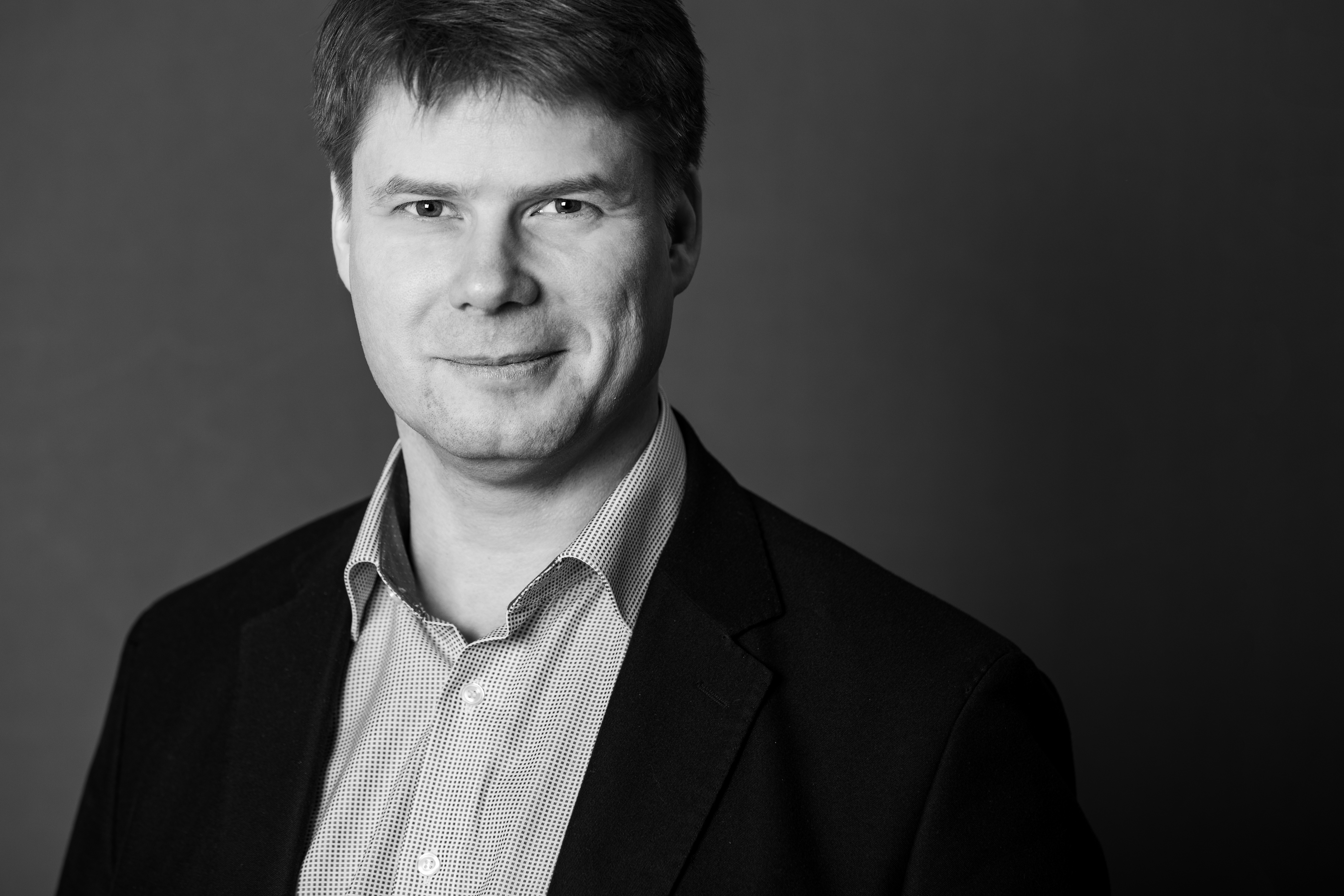
Steffen Kotré 2020

Steffen Kotré (nascido em 29 de abril de 1974) é um político alemão pela Alternativa para a Alemanha (AfD) e desde 2017 membro do Bundestag.

## Vida e política
Kotre nasceu em 1974 em Berlim e estudou administração de engenharia. Ele é membro do Corps Berlin uma fraternidade.
Kotre entrou na recém-fundada AfD em 2013 e tornou-se, após as eleições federais alemãs de 2017, membro do bundestag.
Kotre nega o consenso científico sobre as mudanças climáticas.